# Secemin (gemeente)
De gemeente Secemin is een landgemeente in het Poolse woiwodschap Święty Krzyż, in powiat Włoszczowski.
De zetel van de gemeente is in Secemin.
Op 30 juni 2004 telde de gemeente 5307 inwoners.

## Oppervlakte gegevens
In 2002 bedroeg de totale oppervlakte van gemeente Secemin 164,13 km², waarvan:
- agrarisch gebied: 50%
- bossen: 40%

De gemeente beslaat 18,11% van de totale oppervlakte van de powiat.

## Demografie
Stand op 30 juni 2004:
| Omschrijving                   | Totaal | Totaal | Vrouwen | Vrouwen | Mannen | Mannen |
| ------------------------------ | ------ | ------ | ------- | ------- | ------ | ------ |
| eenheid                        | aantal | %      | aantal  | %       | aantal | %      |
| inwoners                       | 5307   | 100    | 2698    | 50,8    | 2609   | 49,2   |
| bevolkingsdichtheid (inw./km²) | 32,3   | 32,3   | 16,4    | 16,4    | 15,9   | 15,9   |

In 2002 bedroeg het gemiddelde inkomen per inwoner 1236,9 zł.

## Aangrenzende gemeenten
Koniecpol, Radków, Szczekociny, Włoszczowa

## Plaatsen
Bichniów, Brzozowa, Celiny, Czaryż, Daleszec, Dąbie, Gabrielów, Gródek, Kluczyce, Krzepice, Krzepin, Kuczków, Lipiny, Maleniec, Marchocice, Międzylesie, Miny, Nadolnik, Osiny, Papiernia, Pniaki, Psary, Ropocice, Secemin, Wałkonowy Dolne, Wałkonowy Górne, Wincentów, Wola Czaryska, Wola Kuczkowska, Wolica, Zakrzów, Żelisławice, Żelisławiczki, Zwlecza